# Годинник капітана Енріко
«Годинник капітана Енріко» (латис. «Kapteiņa Enriko pulkstenis») — радянська пригодницька комедія 1967 року, знята на Ризькій кіностудії. Перший фільм режисера Яніса Стрейча, знятий спільно з Еріком Лацісом. Сценарій написаний популярною дитячою письменницею Дзідрою Рінкуле-Земзаре за її оповіданням «Годинник капітана», який вже був до цього використаний в радіопостановці.

## Сюжет
На парковій доріжці недалеко від морського порту школяр Томіньш знайшов золотий годинник, на кришці був напис іспанською. Знайомий фарцовщик Джек пропонує продати годинник і на виручені гроші купити кіноапарат. Але Том з хлопцями йде в порт, де вони розповідають про знахідку команді кубинського судна. Джек і його приятель Фрідіс хотіли просто вкрасти годинник, але, після невдалої спроби, пішли на обман Томіньша — загримований Фрідіс прийшов до того додому і забрав годинник, видавши себе за його власника. Наступного дня в школу прийшов капітан далекого плавання, який виявився співвітчизником, рижанин Енрі Ванагс і розповів, що годинник — подарунок його кубинського друга, революціонера Педро. На іспанський манер, він називав Енрі капітаном Енріко. Зрозумівши, що його ошукали, Томіньш поклявся повернути годинник власнику. Зі своєю шкільною подругою Югітою вони обійшли скупки золота, і в одній з них приймальниці навела хлопців на слід шахраїв. Ті, намагаючись позбутися від напису, звернулися в гравувальну майстерню і накликали на себе підозру. Зневірившись, Фрідіс намагається продати годинник з рук, видаючи його за подарунок друга. Візитка потенційного покупця опинилася у хлопців, але злодіям вдалося уникнути влаштованої засідки. Після випадкової зустрічі Том зрозумів, що Джек і Фрідіс — компаньйони, що обдурили його. Приловчившись, він потягнув їх згорток із закордонними речами і пригрозив, що віднесе «білизну» в міліцію. Хлопчисько, заманив аферистів, що погналися за ним, на територію портових складів, де в найкращих традиціях пригодницького фільму Томіньшу вдається виконати кілька трюків. Наприклад, пробіг по дошці з одного контейнера в інший на досить великій висоті. Але особливо запам'яталися два моменти: істеричний регіт Джека, якому, застряглому у вузькому люку, Томіньш лоскотав ступню, і дикі стрибки по контейнерах Фрідіса, в зад якому Томіньш вистрілив з трубки підпаленою жувальною гумкою. Погоня закінчилася в сараї, де аферистів чекали Югіта з однокласниками. Навалившись юрбою, школярі скрутили невдалих викрадачів. Годинник повернувся до капітана.

## У ролях
- Айвар Галвіньш — Томс (Томіньш)
- Агнія Інфатьєва — Югіта
- Гунарс Цилінскіс — капітан Енрі Ванагс (Енріко)
- Леонс Кріванс — Фрідіс
- Егонс Майсакс — Джек
- Улдіс Пуцитіс — професор
- Велта Скурстене — вчителька
- Евалдс Валтерс — бібліотекар
- Гірт Яковлєв — юнак, який розуміє іспанську
- Олга Дреге — приймальниця на скупці
- Егонс Бесеріс — гравер
- Харій Авенс — риболов
- Юріс Стренга — вчитель фізкультури
- Емілія Берзіня — концертмейстер в школі

## Знімальна група
- Режисери — Яніс Стрейч, Ерік Лаціс
- Сценарій — Дзідра Рінкуле-Земзаре
- Оператор — Зігурдс Вітолс
- Художник — Лаймдоніс Грасманіс
- Композитор — Рінгольд Оре
- Звукорежисер — Гліб Коротєєв